# Río Chicago
El río Chicago es un curso de agua de 251 km  de largo, que fluye a través de la ciudad de Chicago, atravesando el centro de la misma. Aunque no es especialmente largo, el río se caracteriza por la obra de ingeniería civil realizada en el siglo XIX por razones de higiene, que alteró la dirección de sus aguas dirigiendo su flujo hacia el sur, lejos del lago Míchigan, donde desembocaba anteriormente, hacia la cuenca del río Misisipi. El río también es conocido por la costumbre local de teñir sus aguas de verde durante el día de San Patricio.

## Geografía

El curso del río Chicago

Originalmente, el río fluía hacia el lago Míchigan. Su curso fue alterado hacia el sur del actual río para evitar el taponamiento con sedimentos de su desembocadura, que alteraba el nivel de sus aguas, producto de la deriva litoral en las costas del lago a la altura de la calle Madison. Hoy en día, el curso principal del Chicago, fluye hacia el oeste desde el lago Míchigan, hasta la calle Kinzie, donde se reúne con el brazo norte (North Branch en inglés) del río, que sigue conservando su dirección norte - sur. El North Branch se forma de la confluencia de los arroyos West Fork, el East Fork (también conocido como río Skokie) y Middle Fork, en Morton Grove, al norte de la ciudad de Chicago. Traspasado el centro de la ciudad, donde se une con el curso principal, el río sigue hacia el sur a lo largo del brazo sur (South Branch en inglés), rectificado y también conocido como el Canal Sanitario y de Navegación de Chicago (CSSC, según sus siglas en inglés), que a su vez es parte del Canal de Illinois y Míchigan antiguo e importante curso de navegación fluvial que conectaba los grandes lagos con la cuenca del río Misisipi. Desde allí, el agua fluye hacia el río Des Plaines y, finalmente, llega al golfo de México a través del río Misisipi.
El río recibe también agua del lago a través del canal de la Costa Norte (North Shore Channel), que desde Wilmette fluye con dirección sur hasta el brazo norte del río y desde el canal Calumet Sag construido para derivar además las aguas del río Calumet hacia el Chicago.

## Historia
El primer colonizador en asentarse cerca del río Chicago fue Jean Baptiste Pointe du Sable, quien construyó su granja en la orilla norte de la desembocadura del río hacia 1780. En 1808 Fort Dearborn, germen de Chicago, fue construido en la orilla opuesta, en el sitio del actual puente de la avenida Míchigan. En las décadas de 1830 y 1840 se hizo un considerable esfuerzo para dragar la desembocadura del río taponada por un banco de arena y así mejorar el transporte fluvial. En 1900 concluyeron las obras de inversión del flujo del río para mantener limpio el lago Míchigan, contaminado por los desechos de la ciudad, y acabar definitivamente con el taponamiento de su desembocadura. En 1915, el Eastland, un barco de excursión, chocó contra el puente de la calle Clark,  matando a 812 pasajeros. En 1928, el brazo sur del río Chicago entre la calle Polk y la calle 18 fue rectificado y trasladado ¼ de milla (400 metros) al oeste para hacer espacio para una terminal de ferrocarril.

### Cambio en el flujo del río

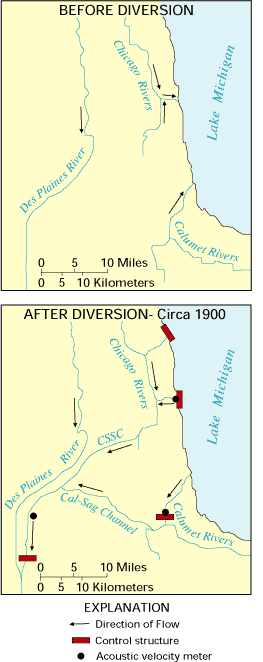
Esquema de dirección del agua del río antes y después de la construcción del canal.

Originalmente, el río fluyó hacia el lago Míchigan. Chicago fue creciendo con los años así como la contaminación por los residuos pluviales y cloacales en el río, que a su vez era la fuente de agua para la ciudad. Esto contribuyó a varias epidemias, como las de fiebre tifoidea y cólera en 1885. A partir de la década de 1850 la mayor parte de la corriente fue desviada a través del Canal de Illinois y Míchigan. En 1900, el Distrito Sanitario de Chicago, entonces dirigido por Rudolph Hering, decidió invertir completamente la corriente del río mediante una serie de compuertas y cierres que causaron que el río fluya hacia el recién finalizado Canal Sanitario y de Navegación de Chicago. Antes de este momento el río Chicago era conocido por muchos de los residentes de Chicago como "el río pestilente" debido a las enormes cantidades de desechos de alcantarillado y contaminación, que se vertían en el mismo en pleno auge de la economía industrial. Hasta la década de 1980, el agua río estaba muy sucia y con frecuencia llena de basura, sin embargo, durante el decenio de 1990, fue objeto de una amplia limpieza como parte de un esfuerzo de embellecimiento por el alcalde de Chicago Richard M. Daley.
Recientemente, investigadores de la Universidad de Illinois crearon una simulación hidrodinámica tridimensional del río Chicago, descubriendo que la densidad de las corrientes inferiores del mismo son la causa de un flujo bidireccional en el río durante el invierno. En la superficie, el río fluye de este a oeste, lejos del lago Míchigan, como se esperaba. Pero en el fondo, cerca del lecho del río, el agua recorre de oeste a este, hacia el lago.
Todas las salidas de agua de los grandes Lagos son regulados en forma conjunta por Estados Unidos y Canadá a través de la Comisión de los Grandes Lagos. La salida de agua por el río Chicago se fija en virtud de un dictamen de la Corte Suprema de los Estados Unidos de 1967 y posteriormente reformado en 1980 y 1997. La ciudad de Chicago tiene permitido retirar 91 m³ de agua por segundo del lago Míchigan, alrededor de la mitad de esta cantidad (44 m³/s), son conducidos por el río, mientras que el resto se utiliza para agua potable. A finales de 2005, el Alianza de los Grandes Lagos propuso la separación de la cuenca de los Grandes Lagos de la del río Misisipi.

### Inundación del río Chicago
El 13 de abril de 1992, se produjo el desborde del río cuando se rompieron las paredes de un túnel abandonado cerca de la calle Kinzie. La mayoría de los 97 km de la red de ferrocarriles subterráneos, que abarca gran parte del centro de la ciudad, fue inundada junto con los niveles más bajos de los edificios.

## Celebración del día de San Patricio

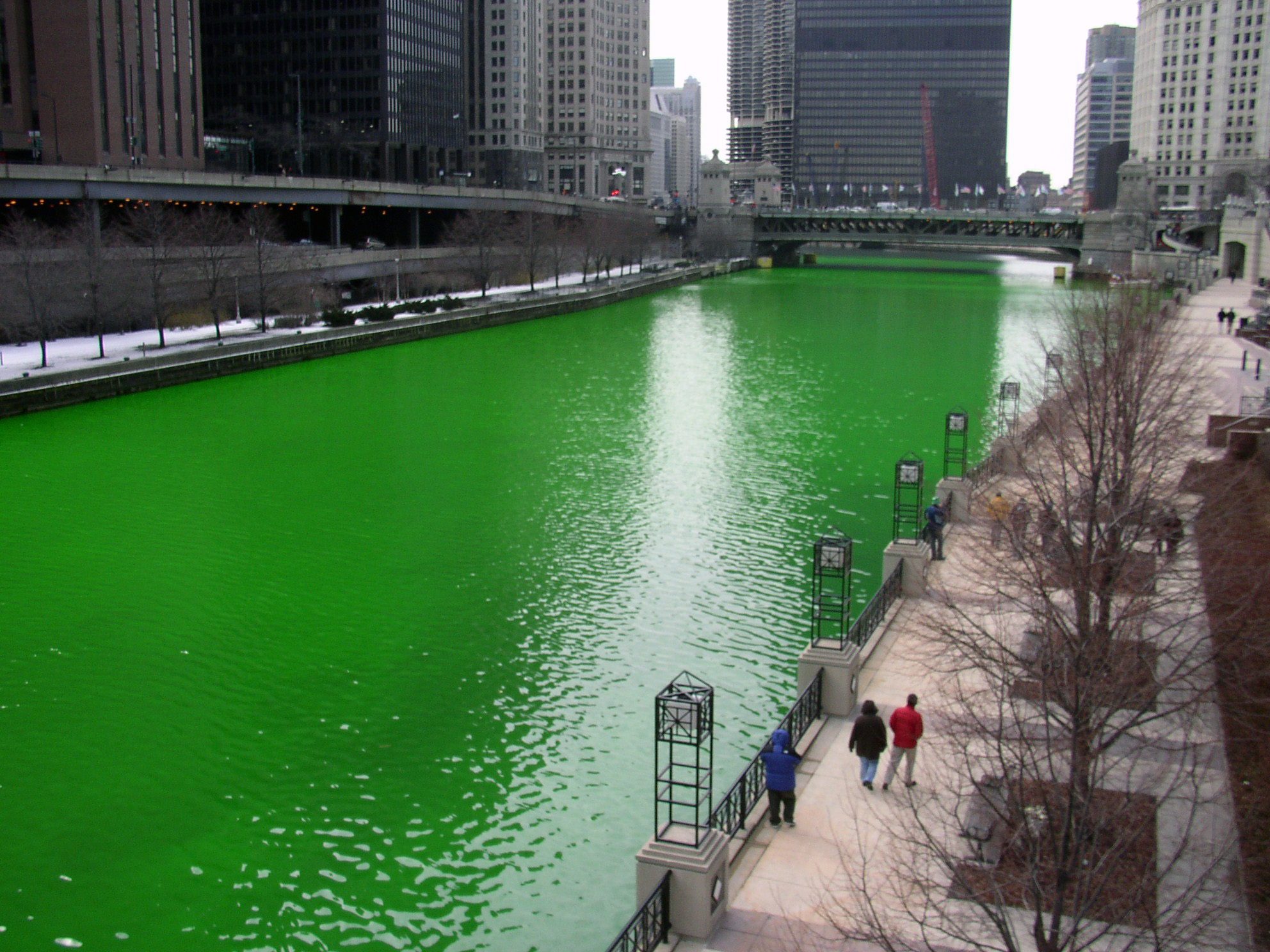
El río Chicago durante la celebración del día de San Patricio en 2005.

Cada año, durante los festejos del día de San Patricio, las aguas del río son teñidas de un color mucho más verde de lo que normalmente son.
Bill King, el administrador de la comisión de Chicago del día de San Patricio, afirmó que "la idea de teñir el río Chicago de verde surgió por accidente cuando un grupo de investigadores estaba utilizando fluoresceína como colorante para rastrear sustancias ilegales que contaminan el río".
La Agencia de Protección Ambiental de los Estados Unidos (EPA) prohibió el uso de fluoresceína para este propósito, ya que quedó demostrado que puede ser perjudicial para el río. El secreto de los ingredientes utilizados para la coloración verde del río hoy son, al parecer, seguros y no perjudiciales para los miles de organismos vivos que se encuentran en el hábitat del río Chicago. En 1966 los ambientalistas obligaron a un cambio basado en un tinte vegetal para proteger a los miles de peces de colores que pueblan el río. [C]

## Ecología
El río Chicago ha sido muy afectado por el sector industrial y las zonas residenciales con los cambios en torno a la calidad del agua y las riberas del mismo. Varias especies de peces lo habitan, entre ellas la lubina negra, micropterus dolomieui, ambloplites rupestris, pomoxis, Lepomis macrochirus, pez gato y la carpa. El río también tiene una gran población de cangrejos. El brazo sur, que era el principal receptor de los desechos de alcantarillado y de la industria frigorífica, entre otras, estaba contaminado de un modo tal que este pasó a ser conocido como el río burbujeante.
Existe la preocupación de que carpa plateada y la carpa cabezona, ahora especies invasoras en el Misisipi y río Illinois, pueden llegar a los Grandes Lagos a través del río Chicago. A pesar de las preocupaciones de la contaminación, el río Chicago sigue siendo un destino muy popular para la pesca deportiva de agua dulce. En 2006, el Chicago Park District comenzó el Festival Anual de pesca de río Alcalde Daley, que ha aumentado en popularidad con cada año.

## Puentes

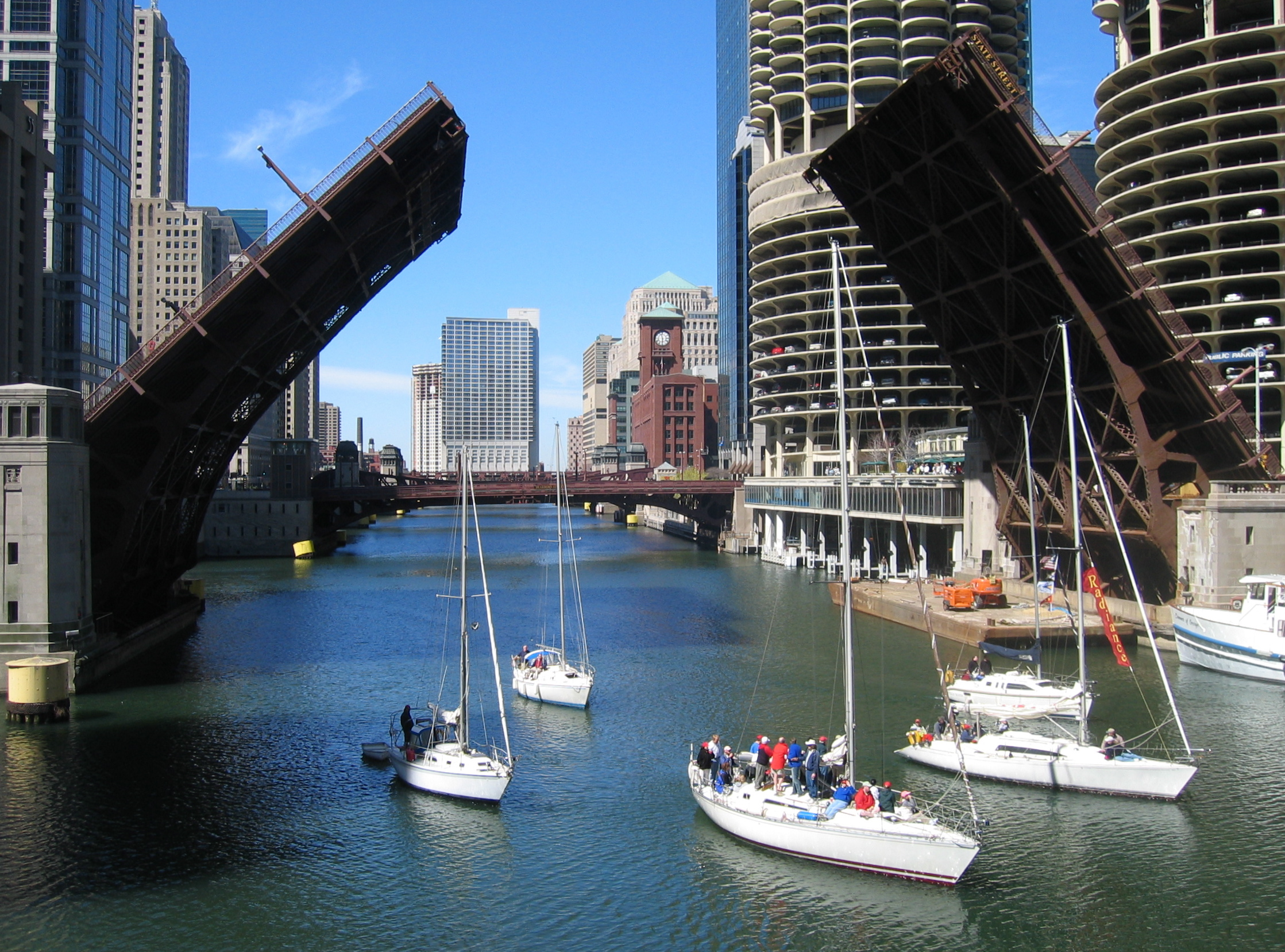
Puente de la calle State permitiendo el paso de veleros.

El primer puente sobre el río Chicago se construyó sobre el brazo norte, cerca de la actual calle Kinzie en 1832. Un segundo puente, más cerca del brazo sur sobre la calle Randolph, se añadió en 1833. El primer puente móvil fue construido sobre el canal principal en la calle Dearborn, en 1834. Hoy en día, el río Chicago es surcado por 38 puentes móviles sobre un total de 52 puentes que cruzan el río. Estos puentes son en su mayoría puentes levadizos de varios tipos.

## Ambiente urbano
El río atraviesa el centro de la ciudad y es flanqueado por varios de los edificios más importantes de la misma, entre ellos varios ejemplos del período de auge de la Escuela de Chicago, ofreciendo excelentes vistas del paisaje de la ciudad.

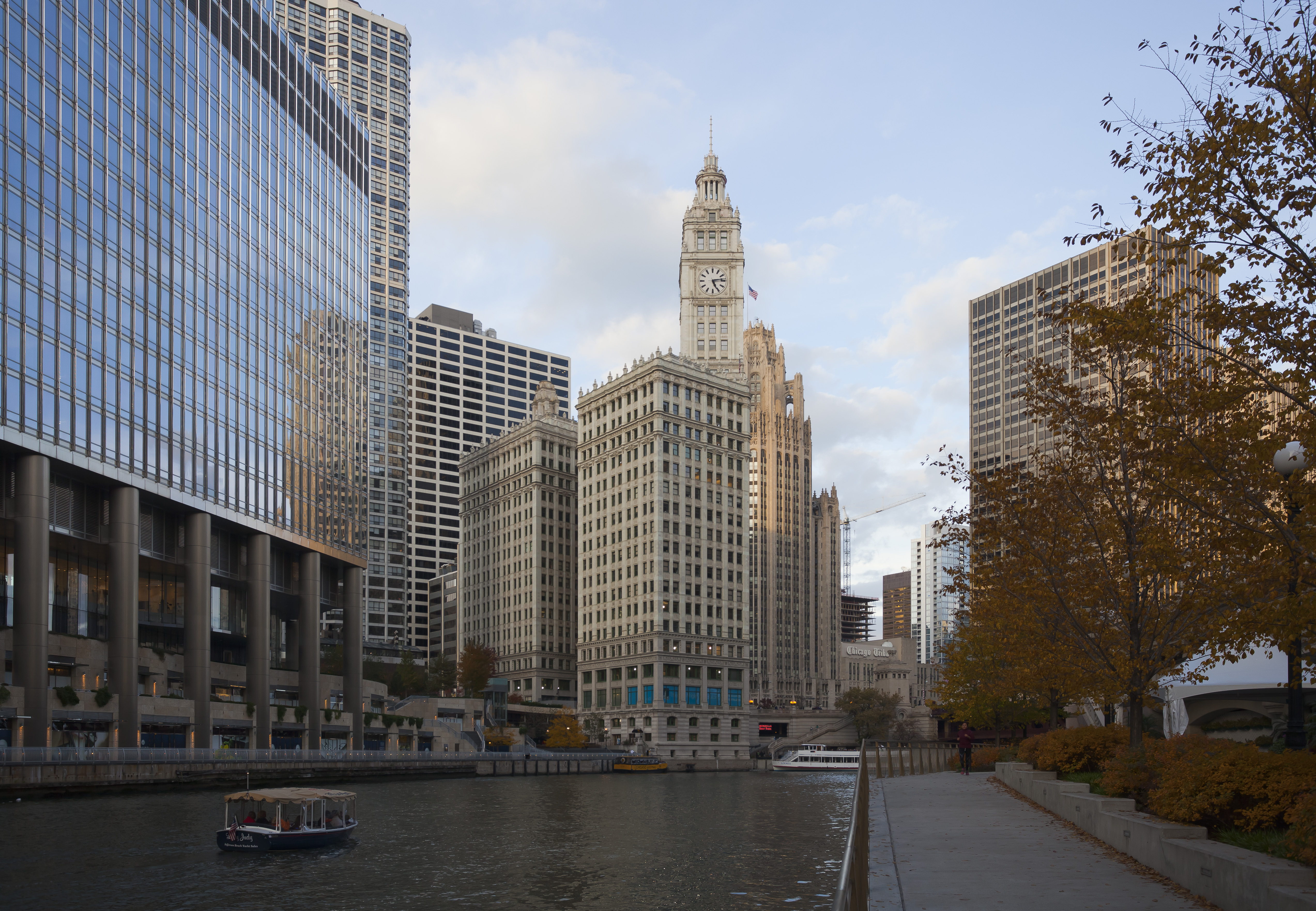
Grandes edificios flanquean las riberas del río, ofreciendo una típica postal de la ciudad.

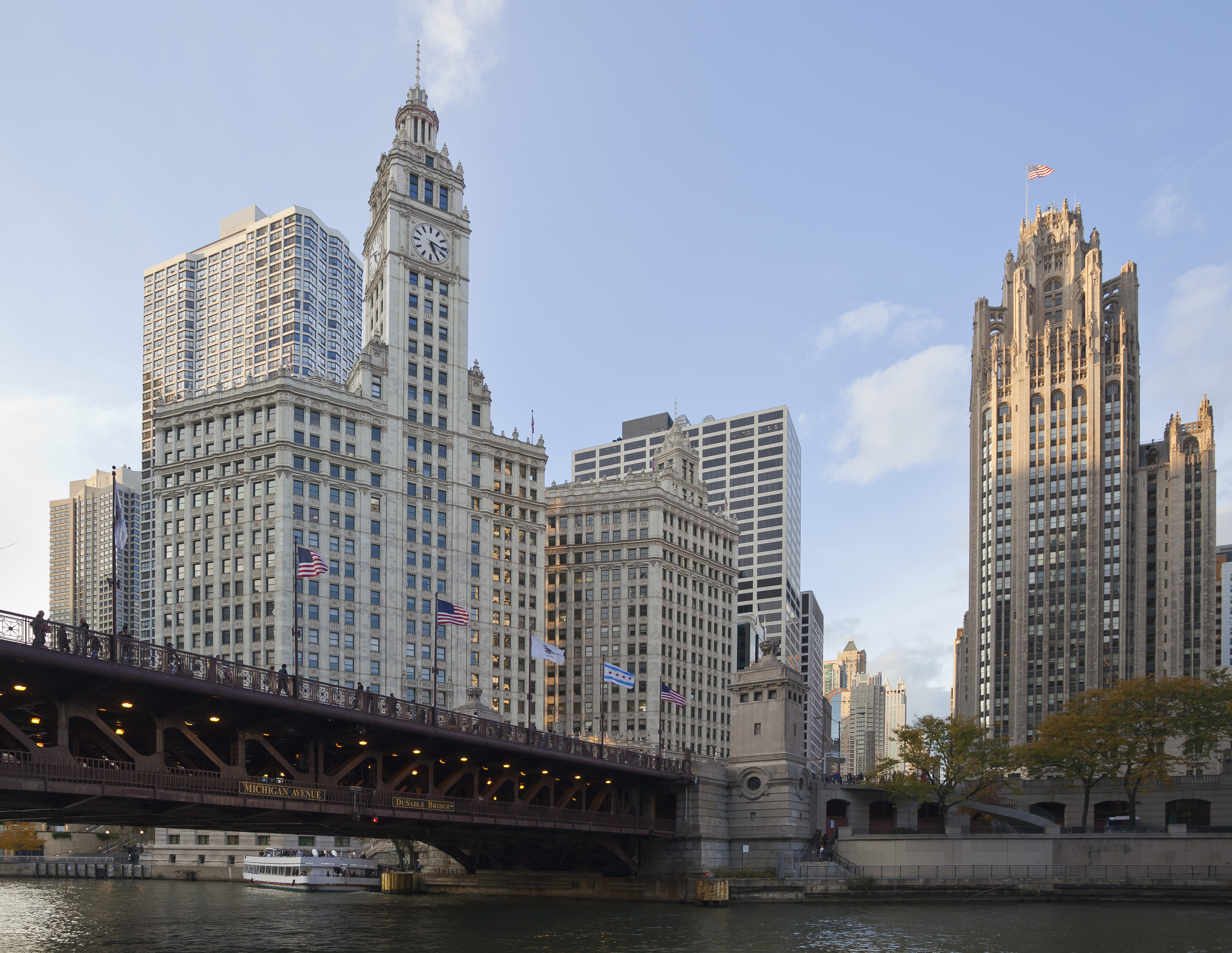
Vista del río y del puente de la calle State.